# Incrustocalyptella
Incrustocalyptella es un género de hongos de la familia Cyphellaceae. El género contiene 3 especies distribuidas entre Colombia, Papúa Nueva Guinea, las Islas de Hawái y Tailandia.